# 蘆花浅水荘

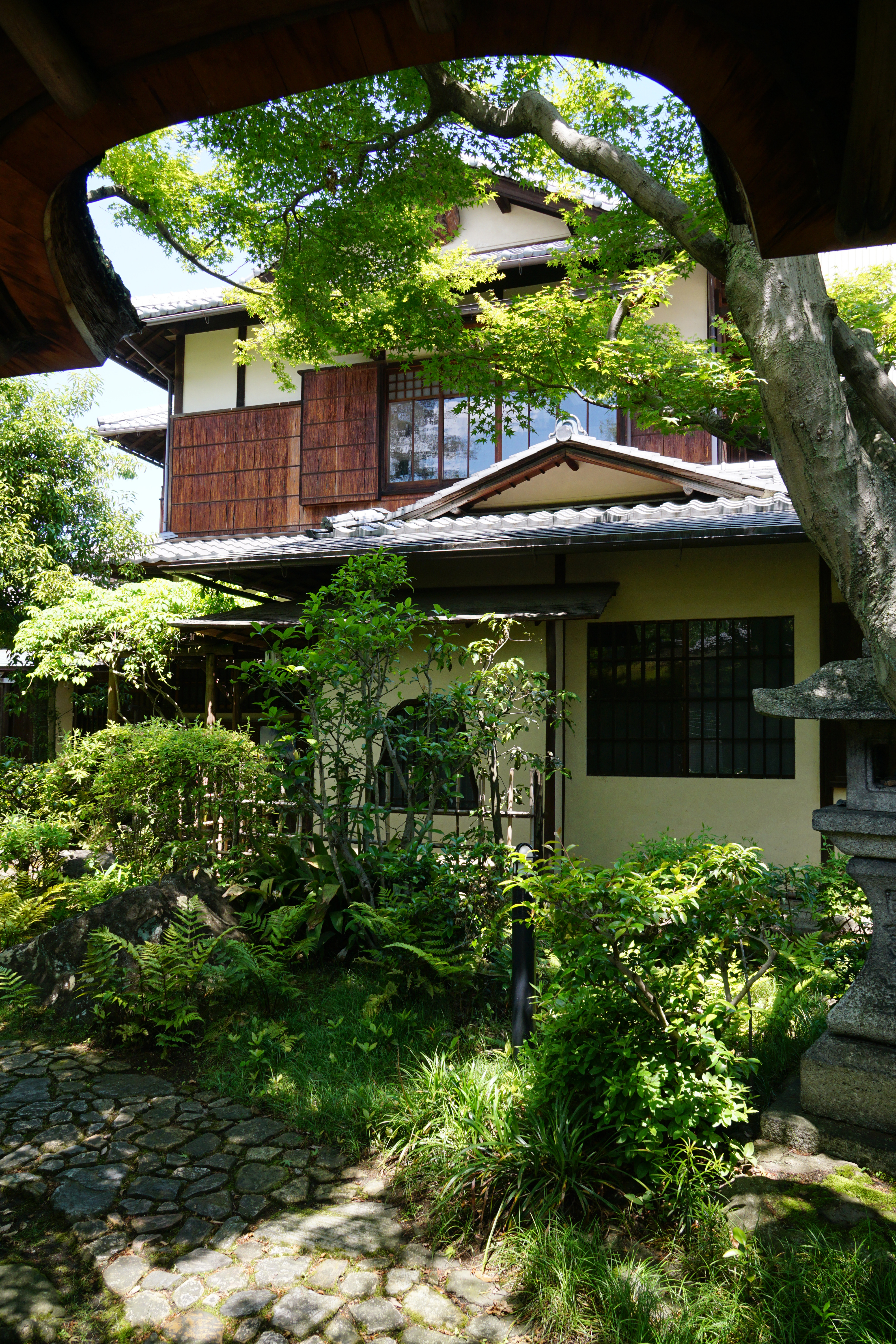
本屋

蘆花浅水荘（ろかせんすいそう）は、大正10年（1921年）日本画家山元春挙の別邸として琵琶湖の畔（滋賀県大津市中庄）に建てられた近代和風建築である。庭園は本位政五郎作。所有者は宗教法人記恩寺。
平成6年（1994年）に国の重要文化財に指定された。

## 概要
蘆花浅水荘は、琵琶湖の西岸に位置する。山元春挙がこの土地を購入したのは1914年（大正3年）で、1921年に本屋が上棟された。敷地はかつては琵琶湖に直接面しており、敷地東端には舟着場が残っているが、その後、湖岸が埋め立てられ、湖岸道路が開通して、往時の景観は失われている。敷地の南面、西寄りに表門を設け、主要な建物は敷地西側に建つ。表門を入ると「本屋」があり、その東に、中庭を挟んで「離れ」が建つ。本屋は居室部と炊事場（土間）からなり、東面北寄りに茶席「竹之間」が突出する。2階には画室と応接室がある。離れは北に11畳の広間（2畳の床（とこ）付き）、南に6畳の仏間があり、東面から南面にかけて畳廊下をめぐらす。東北隅に茶席「莎香亭」が接続し、その西に小間の書斎「無尽蔵」がある。南西隅には茶席「残月の間」が付属する。「残月の間」の南側には渡り廊下が矩折れに東方へ延び、持仏堂へ達する。また、本屋の北方、敷地の北西隅近くには土蔵が建つ。敷地東側は築山と流水を伴う庭園で、前述の持仏堂のほか、茶室、四阿（あずまや）などが建てられている。
蘆花浅水荘は、大正期に営まれた別荘が、庭園や付属建物とともに良好に保存されており、土地を含めて重要文化財に指定されている。数寄屋造を基調とした建築は、各所に茶席を設けるなど、遊び心があり、意匠・工法ともに優れている。

## 文化財

### 重要文化財
以下の建造物6棟および土地が国の重要文化財に指定されている。
- 本屋[3]
- 離れ[4]
- 持仏堂（記恩堂）[5]
- 渡り廊下[6]
- 表門[7]
- 土蔵[8]
- 附 別荘入費祝品控1冊
- 附 庭園施設　茶室（穂露）別荘茶室増築費控（昭和七年）付、四阿、腰掛待合、砂雪隠
- 土地 1,032平方メートル（146番、146番の1〜4） 敷地内の舟着場、石組を含む

蘆花浅水荘においては、建造物とともに土地も重要文化財に指定されているが、現状変更に伴い、指定対象の土地の一部（147番地）が、2011年11月29日付けで重要文化財の指定を解除された。重要文化財に指定されている土地の面積は、1994年の指定当時は1,230平方メートルであったが、上述の一部指定解除後は1,032平方メートルとなっている。

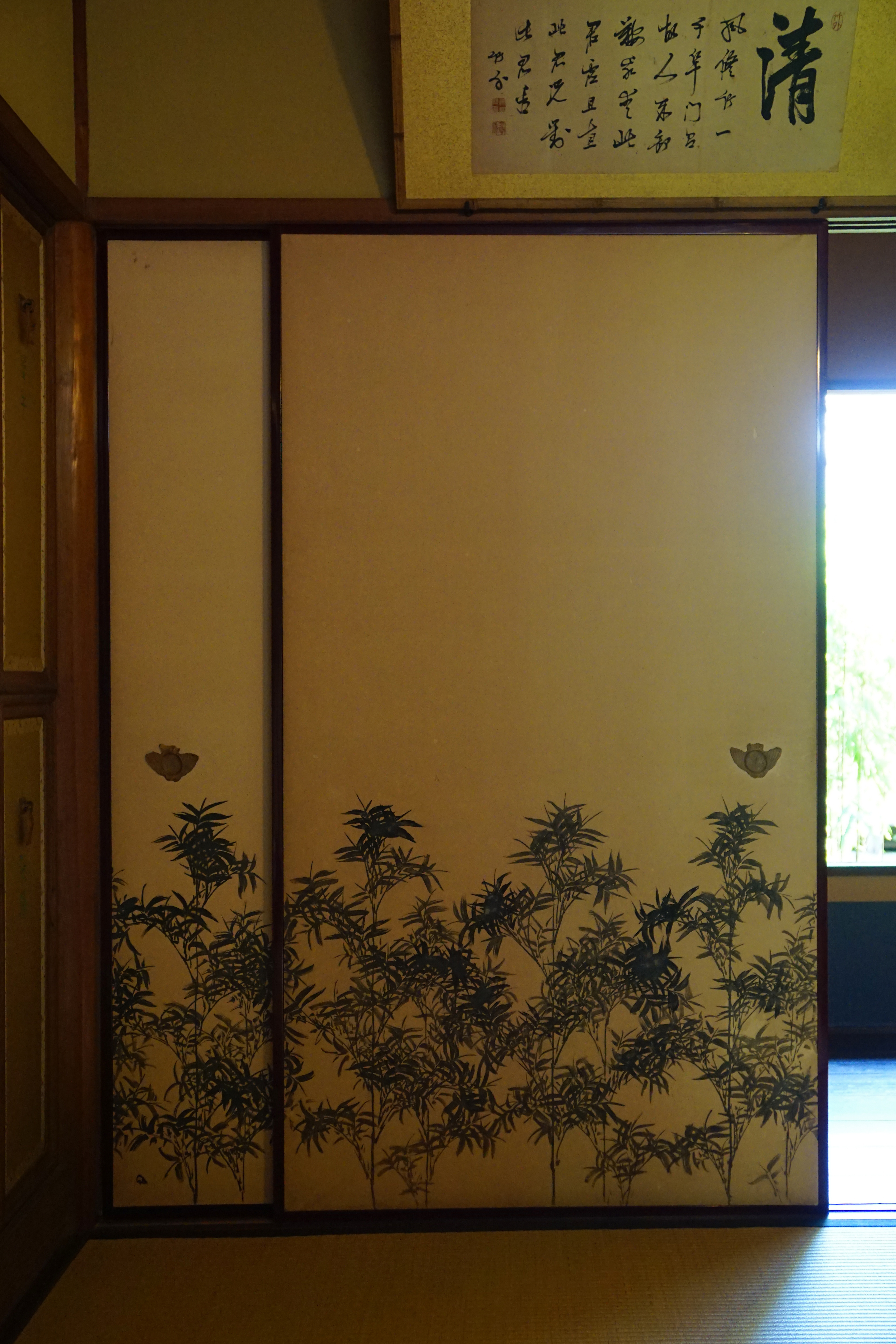
竹之間の襖
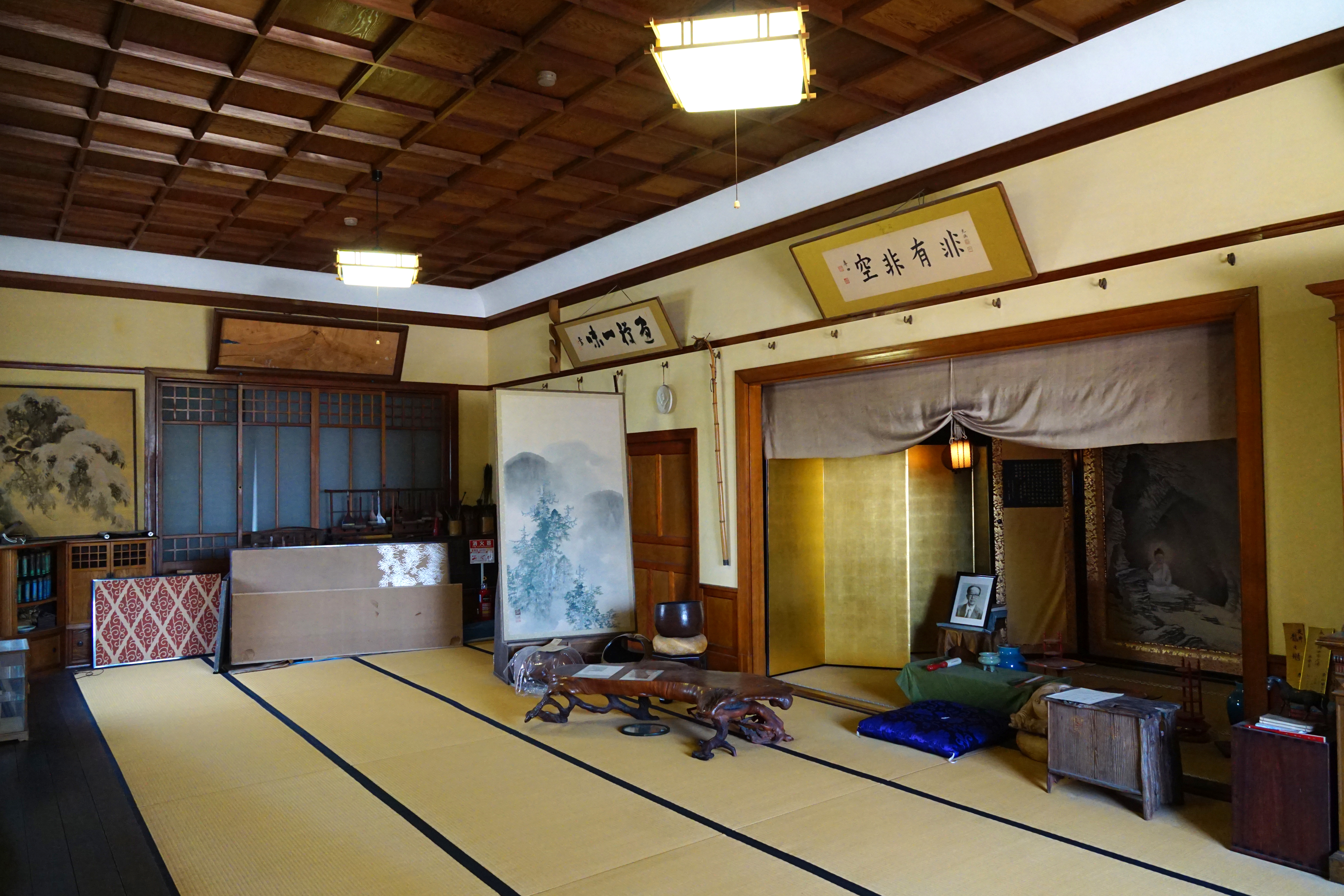
本屋2階アトリエ
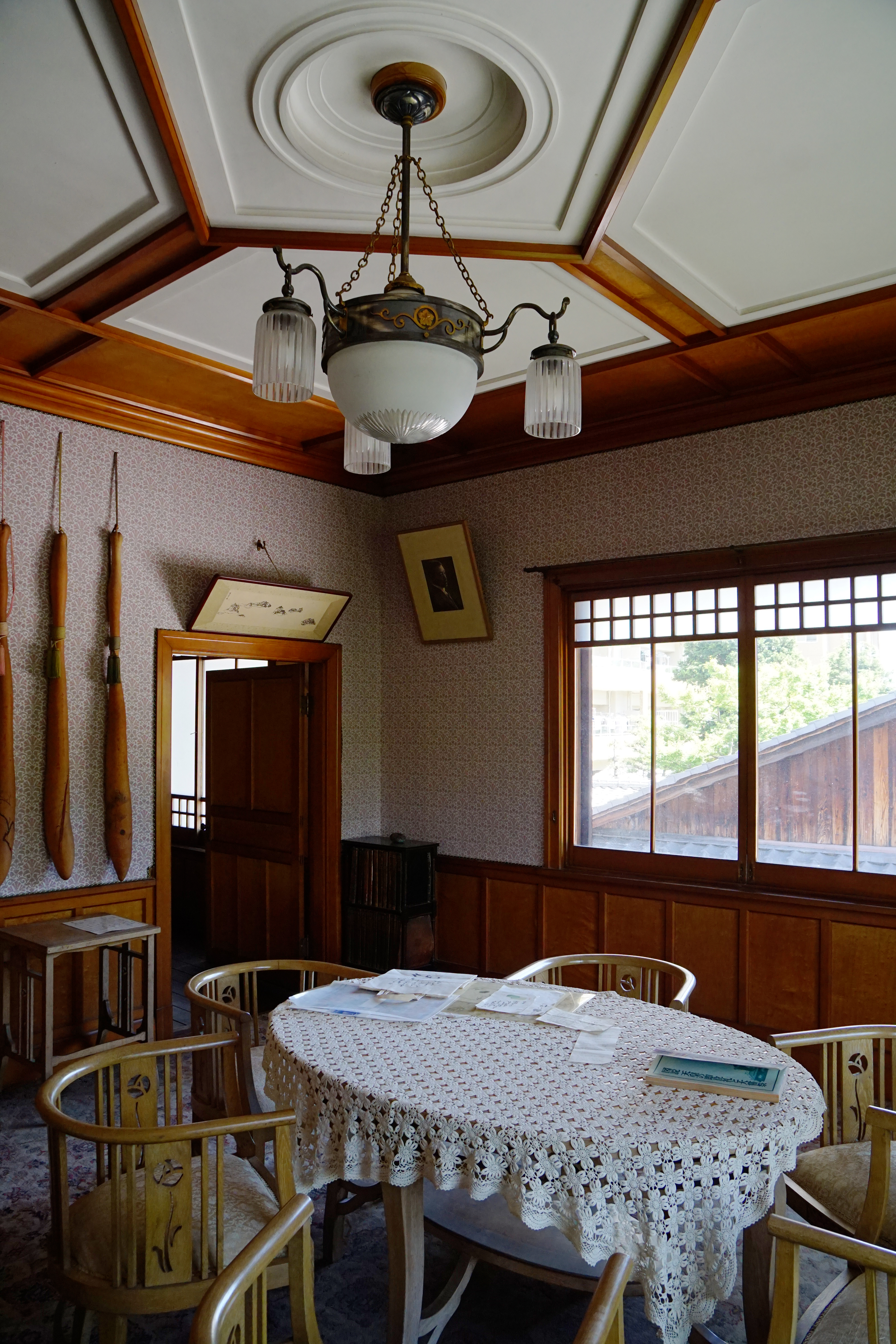
本屋2階の応接室
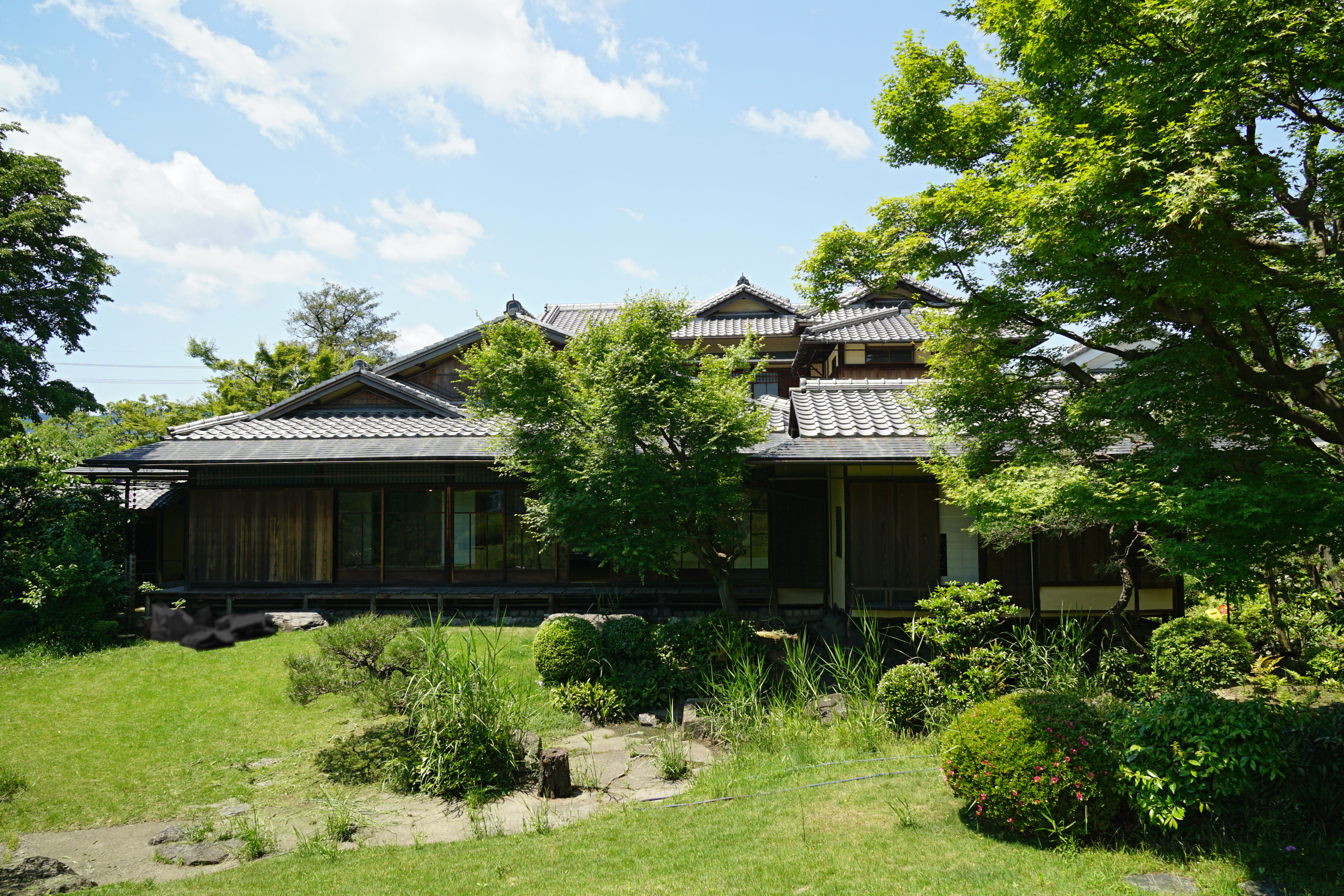
離れ
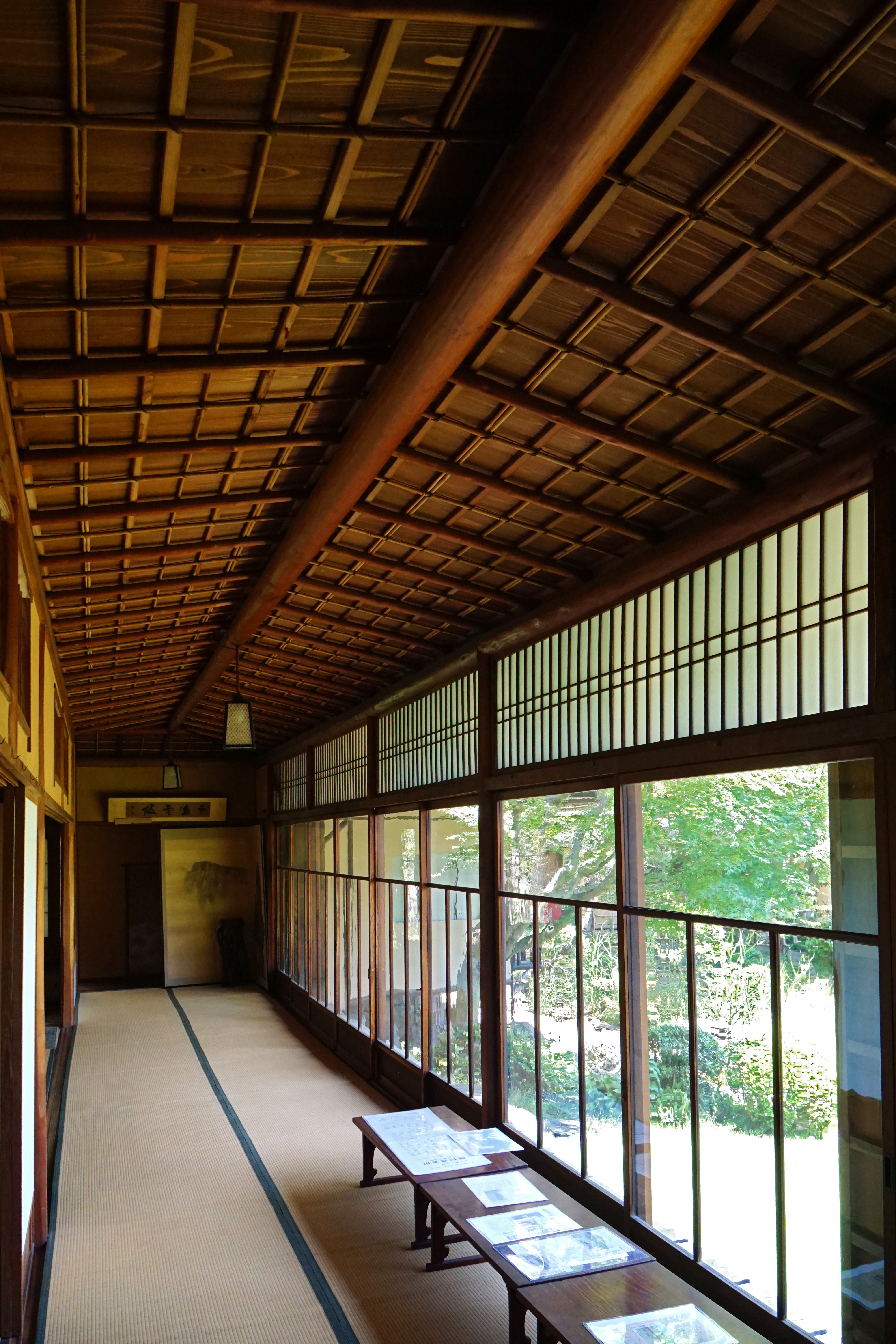
「離れ」の畳廊下
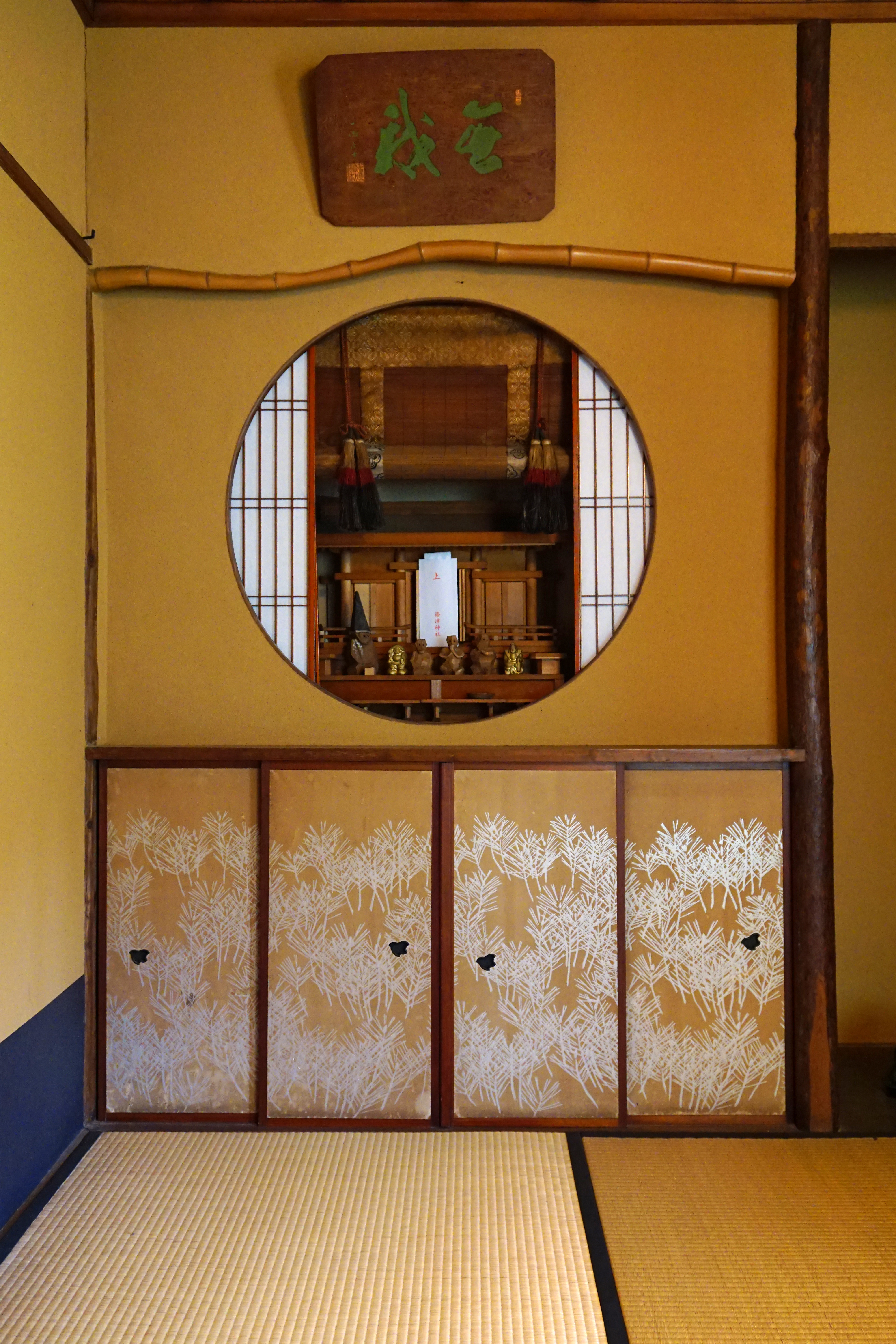
莎香亭
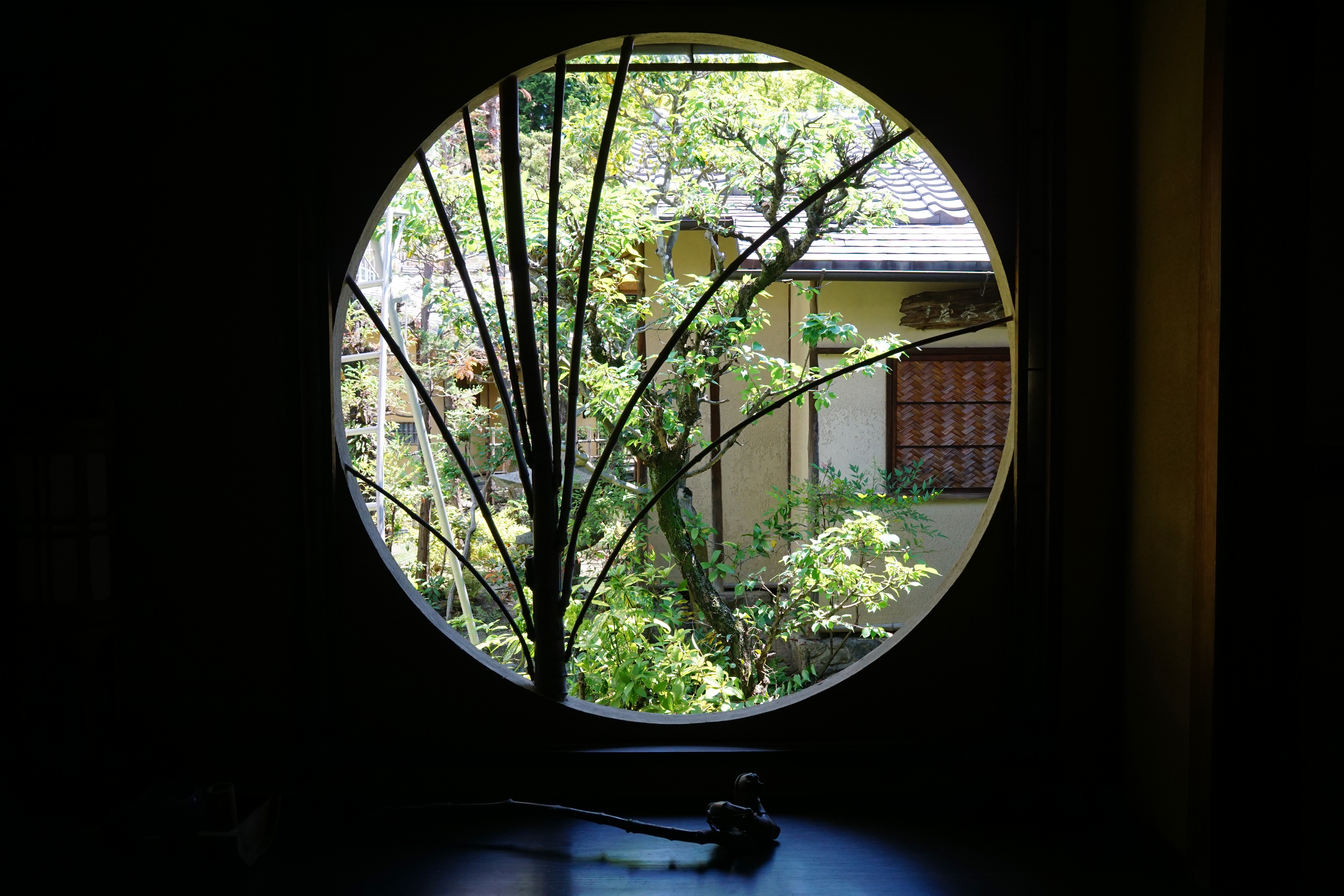
莎香亭の円窓
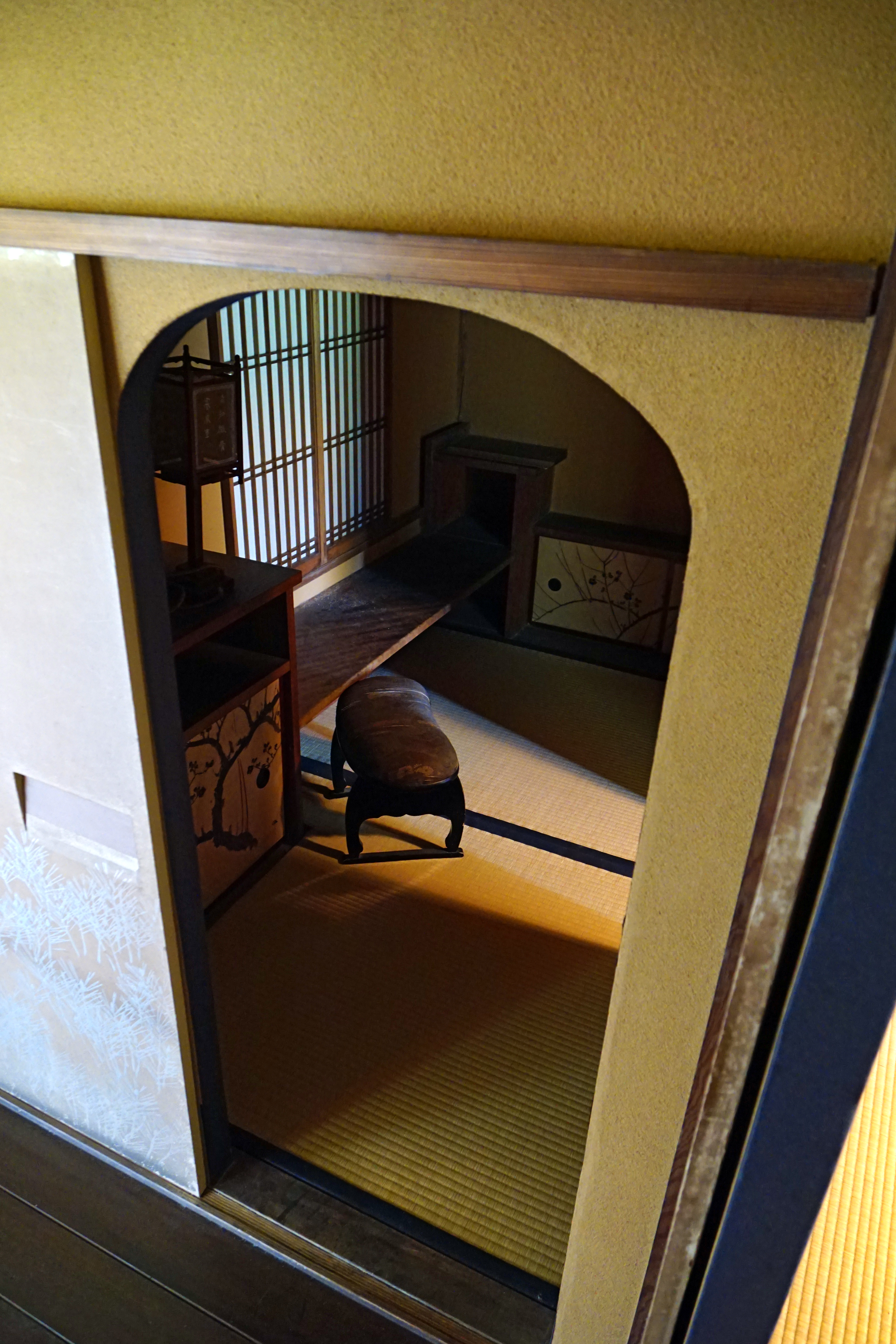
書斎「無尽蔵」
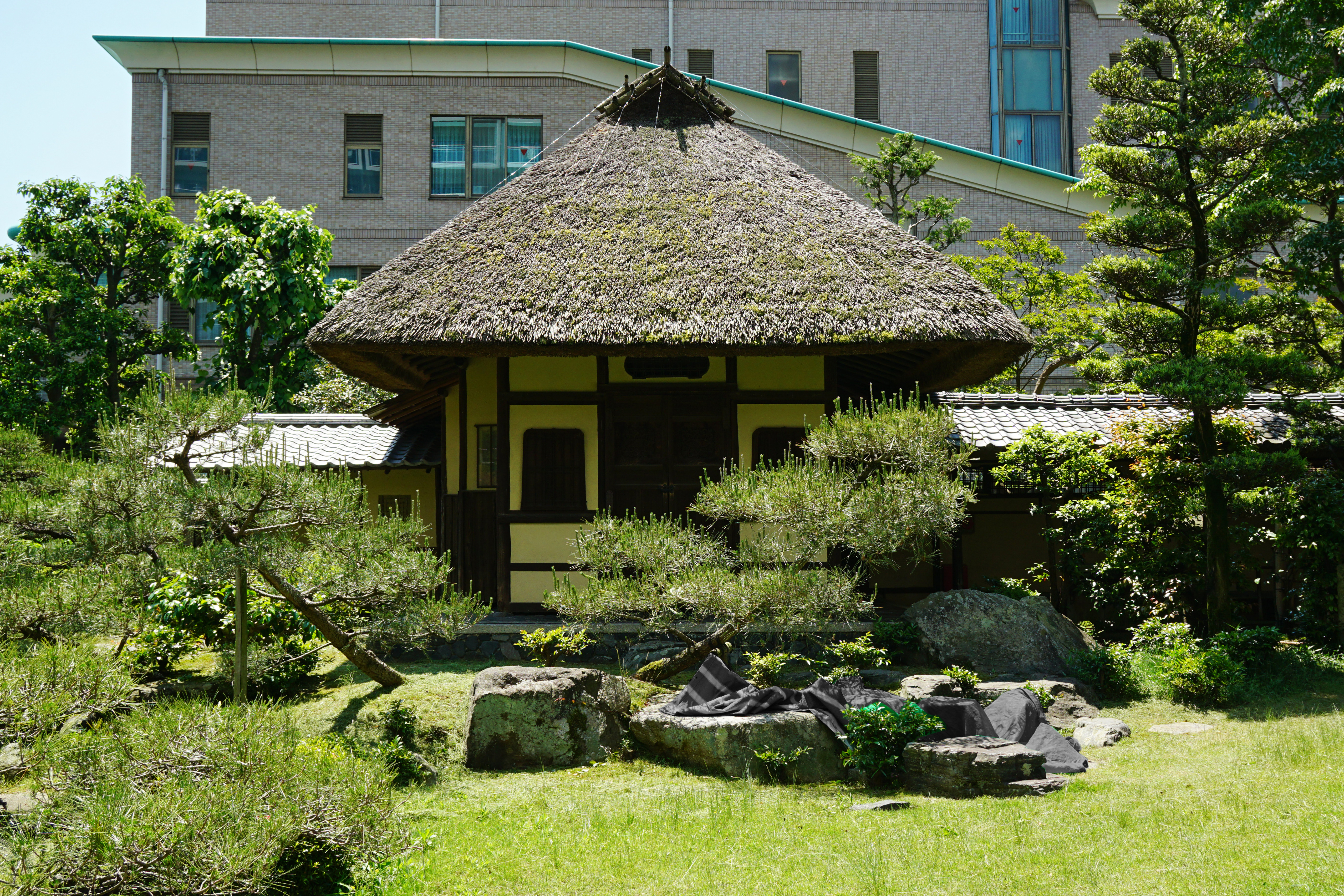
持仏堂（記恩堂）

### 大津市指定文化財名勝
- 蘆花浅水荘庭園

## 交通アクセス
- 京阪石山坂本線　瓦ヶ浜駅　徒歩5分